# Olympische Winterspiele 1992/Freestyle-Skiing
Bei den XVI. Olympischen Winterspielen 1992 war Freestyle-Skiing erstmals olympische Sportart. Teil des offiziellen Programms waren aber nur die Entscheidungen auf der Buckelpiste (Moguls), bei denen je ein Wettbewerb für Männer und Frauen ausgetragen wurde. Die Ballett- und Aerials-Konkurrenzen waren dagegen nur Demonstrationswettbewerbe. Zwei Jahre später, bei den Winterspielen 1994 in Lillehammer, fanden die Sprungwettbewerbe ihren Weg ins offizielle Programm. Austragungsort aller Wettbewerbe war das Stade de ski artistique in Tignes, etwa 85 km von Albertville entfernt.

## Bilanz

### Medaillenspiegel
| Platz | Land               | Gold | Silber | Bronze | Gesamt |
| ----- | ------------------ | ---- | ------ | ------ | ------ |
| 1     | Frankreich         | 1    | 1      | –      | 2      |
| 2     | Vereinigte Staaten | 1    | –      | 1      | 2      |
| 3     | Vereintes Team     | –    | 1      | –      | 1      |
| 4     | Norwegen           | –    | –      | 1      | 1      |

| Platz | Land               | Gold | Silber | Bronze | Gesamt |
| ----- | ------------------ | ---- | ------ | ------ | ------ |
| 1     | Frankreich         | 2    | 2      | 1      | 5      |
| 2     | Schweiz            | 2    | –      | –      | 2      |
| 3     | Kanada             | 1    | 1      | –      | 2      |
| 4     | Vereinigte Staaten | 1    | –      | 3      | 4      |
| 5     | Norwegen           | –    | 1      | 1      | 2      |
| 6     | Schweden           | –    | 1      | –      | 1      |
| 6     | Vereintes Team     | –    | 1      | –      | 1      |
| 8     | Deutschland        | –    | –      | 1      | 1      |

### Medaillengewinner
| Konkurrenz         | Gold             | Silber                   | Bronze               |
| ------------------ | ---------------- | ------------------------ | -------------------- |
| Buckelpiste Männer | Edgar Grospiron  | Olivier Allamand         | Nelson Carmichael    |
| Buckelpiste Frauen | Donna Weinbrecht | Jelisaweta Koschewnikowa | Stine Lise Hattestad |

| Konkurrenz     | Gold             | Silber           | Bronze         |
| -------------- | ---------------- | ---------------- | -------------- |
| Aerials Männer | Philippe Laroche | Nicolas Fontaine | Didier Méda    |
| Aerials Frauen | Colette Brand    | Marie Lindgren   | Elfie Simchen  |
| Ballett Männer | Fabrice Becker   | Rune Kristiansen | Lane Spina     |
| Ballett Frauen | Conny Kissling   | Cathy Féchoz     | Sharon Petzold |

## Offizielle Wettbewerbe

### Buckelpiste (Männer)
| Platz | Land | Sportler          | Punkte |
| ----- | ---- | ----------------- | ------ |
| 1     | FRA  | Edgar Grospiron   | 25,81  |
| 2     | FRA  | Olivier Allamand  | 24,87  |
| 3     | USA  | Nelson Carmichael | 24,82  |
| 4     | FRA  | Éric Berthon      | 24,79  |
| 5     | CAN  | John Smart        | 24,15  |
| 6     | SWE  | Jörgen Pääjärvi   | 24,14  |
| 7     | CAN  | Jean-Luc Brassard | 23,71  |
| 8     | SWE  | Leif Persson      | 22,99  |
|       |      |                   |        |
| 10    | SUI  | Jürg Biner        | 22,69  |
| 17    | SUI  | Thomas Lagler     | 22,02  |
| 19    | GER  | Klaus Weese       | 21,63  |
| 29    | SUI  | Petsch Moser      | 18,56  |
| 39    | SUI  | Bernard Brandt    | 14,82  |

Datum: 13. Februar 1992, 11:00 Uhr
Pistenlänge: 253 m; Pistenbreite: 20 m; Gefälle: 29°

### Buckelpiste (Frauen)
| Platz | Land | Sportlerin               | Punkte |
| ----- | ---- | ------------------------ | ------ |
| 1     | USA  | Donna Weinbrecht         | 23,69  |
| 2     | EUN  | Jelisaweta Koschewnikowa | 23,50  |
| 3     | NOR  | Stine Lise Hattestad     | 23,04  |
| 4     | GER  | Tatjana Mittermayer      | 22,33  |
| 5     | GER  | Birgit Stein             | 21,44  |
| 6     | USA  | Liz McIntyre             | 21,24  |
| 7     | ITA  | Silvia Marciandi         | 19,66  |
| 8     | FRA  | Raphaëlle Monod          | 15,57  |
| 9     | GER  | Yvonne Seifert           | 20,17  |
|       |      |                          |        |
| 13    | SUI  | Conny Kissling           | 17,46  |

Datum: 13. Februar 1992, 11:00 Uhr
Pistenlänge: 253 m; Pistenbreite: 20 m; Gefälle: 29°

## Demonstrationswettbewerbe

### Aerials (Männer)
| Platz | Land | Sportlerin           | Punkte |
| ----- | ---- | -------------------- | ------ |
| 1     | CAN  | Philippe Laroche     | 237,47 |
| 2     | CAN  | Nicolas Fontaine     | 228,88 |
| 3     | FRA  | Didier Méda          | 219,44 |
| 4     | FRA  | Jean-Marc Bacquin    | 206,71 |
| 5     | USA  | Kris Feddersen       | 201,74 |
| 6     | AUT  | Hugo Bonatti         | 198,15 |
| 7     | USA  | Trace Worthington    | 192,16 |
| 8     | AUT  | Alexander Stoegner   | 187,67 |
|       |      |                      |        |
| 13    | AUT  | Christian Rijavec    | 162,89 |
| 15    | CHE  | Andreas Schönbächler | 154,63 |

Datum: 16. Februar 1992, 13:00 Uhr
Anlauflänge: 65 m; Anlaufgefälle: 24° 

Auslauflänge 34 m, Auslaufgefälle: 37°

### Ballett (Männer)
| Platz | Land | Sportler            | Punkte |
| ----- | ---- | ------------------- | ------ |
| 1     | FRA  | Fabrice Becker      | 28,15  |
| 2     | NOR  | Rune Kristiansen    | 28,00  |
| 3     | USA  | Lane Spina          | 27,40  |
| 4     | CAN  | Richard Pierce      | 27,30  |
| 5     | CHE  | Heini Baumgartner   | 25,85  |
| 6     | GER  | Armin Weiß          | 25,65  |
| 7     | ITA  | Roberto Franco      | 25,50  |
| 8     | USA  | Jeffrey Wintersteen | 24,80  |
|       |      |                     |        |
| 13    | AUT  | Hugo Bonatti        | 20,55  |

Datum: 10. Februar 1992, 14:00 Uhr
Pistenlänge: 217 m; Pistenbreite: 40 m; Gefälle: 13,5°

### Aerials (Frauen)
| Platz | Land | Sportlerin        | Punkte |
| ----- | ---- | ----------------- | ------ |
| 1     | CHE  | Colette Brand     | 157,51 |
| 2     | SWE  | Marie Lindgren    | 155,10 |
| 3     | GER  | Elfie Simchen     | 153,94 |
| 4     | GBR  | Jilly Curry       | 151,13 |
| 5     | EUN  | Lina Cheryazova   | 150,01 |
| 6     | NOR  | Hilde Synnøve Lid | 144,65 |
| 7     | AUS  | Kirstie Marshall  | 139,55 |
| 8     | CHE  | Maja Schmid       | 129,47 |

Datum: 16. Februar 1992, 13:00 Uhr
Anlauflänge: 65 m; Anlaufgefälle: 24° 

Auslauflänge 34 m, Auslaufgefälle: 37°

### Ballett (Frauen)
| Platz | Land | Sportlerin       | Punkte |
| ----- | ---- | ---------------- | ------ |
| 1     | CHE  | Conny Kissling   | 25,30  |
| 2     | FRA  | Cathy Féchoz     | 25,20  |
| 3     | USA  | Sharon Petzold   | 24,10  |
| 4     | GBR  | Julia Snell      | 22,85  |
| 5     | SWE  | Annika Johansson | 22,80  |
| 6     | USA  | Ellen Breen      | 22,30  |
| 7     | CHE  | Maja Schmid      | 21,60  |
| 8     | ESP  | Raquel Gutierrez | 21,50  |
|       |      |                  |        |
| 15    | CHE  | Monika Kamber    | 18,50  |

Datum: 10. Februar 1992, 14:00 Uhr
Pistenlänge: 217 m; Pistenbreite: 40 m; Gefälle: 13,5°